# 和田师范专科学校
和田师范专科学校是中华人民共和国新疆维吾尔自治区和田地区的一所曾经存在的公办全日制专科普通高等学校，已于2024年与新疆维吾尔医学专科学校合并为新疆和田学院。

## 历史沿革
- 1938年，“简易师范”成立。[2][3]

- 1957年，改名为和田师范学校。[2]

- 1978年，升格并更名为和田师范专科学校。[2]

- 2024年5月31日，和田师范专科学校、新疆维吾尔医学专科学校合併成立新疆和田学院。[4]